# Strutskørt
Et strutskørt, også kaldet et stivskørt er en grundtype af underkjole, som er kendetegnet ved at den er afstivet, så den strutter og breder kjolen ud. I dag er det som regel lavet af plastik, men tidligere var det lavet af tyl, hestehår, jernbånd, pilekviste, spanskrør eller af hvalbarder (fiskeben).